# Вэр
Вэр (𐍮, коми вэр, также вер и ю) — дополнительная буква древнепермского алфавита, использовавшегося для записи языка коми и в качестве тайнописи старорусского языка.

## Использование
В древнейших древнепермских памятниках буква 𐍮 имела значение в/у ([v~w]/[u]), а также в/ю. Это соответствует кириллическим буквам В в и У у в алфавите Молодцова и буквам В в, У у и Ю ю в современном алфавите. В русских тайнописных текстах всегда соответствует кириллической в.
Также использовалась для обозначения числа 800 (иногда в сочетании с титлом, аналогично кириллической системе счисления).

## Порядковый номер в алфавите
В списках древнепермского алфавита буква 𐍮 может стоять после у или после ятя. В. И. Лыткин относит 𐍮 к дополнительным буквам, использующимся преимущественно в русских заимствованиях, и условно помещает её в конец алфавита, на двадцать восьмую позицию.

## Название
В различных списках встречаются варианты названия ю, іу и, в единственном случае, веръ. В. И. Лыткин полагает, что первоначальным названием буквы было вэр или вэк. Вэр в переводе с языка коми означает ‘раб’, а вэк — ‘всегда’.
В некоторых списках буква вовсе отсутствует.

## Начертание
Происхождение буквы, предположительно, связано с русской буквой в.

## Кодировка
Буква была закодирована в блоке Юникода «Древнепермское письмо» (англ. Old Permic) в версии 7.0, вышедшей 16 июня 2014 года, под кодом U+1036E.